# Латроща
Латро́ща — деревня в составе Кадинского сельсовета Могилёвского района Могилёвской области Республики Беларусь.

## Географическое положение
Ближайшие населённые пункты: Петровичи, Щежарь-1, Щежарь-2, Городня, Медвёдовка.